# Contea di Västernorrland
La contea di Västernorrland o Västernorrland län è una delle contee o län della Svezia situata nella parte settentrionale del paese.
Confina con le contee di Gävleborg, Jämtland, Västerbotten e con il Golfo di Botnia.

## Comuni
| Comuni | - Härnösand - Kramfors - Sollefteå - Sundsvall - Timrå - Ånge - Örnsköldsvik |

## Aree naturali protette
In questa contea si trova il Parco nazionale Skuleskogen.